# Arrondissement Grasse
Arrondissement Grasse je francouzský arrondissement ležící v departementu Alpes-Maritimes v regionu Provence-Alpes-Côte d'Azur. Člení se dále na 19 kantonů a 62 obcí.

## Kantony
| - Antibes-Biot - Antibes-Centre - Le Bar-sur-Loup - Cagnes-sur-Mer-Centre - Cagnes-sur-Mer-Ouest - Cannes-Centre - Cannes-Est - Le Cannet - Carros - Coursegoules | - Grasse-Nord - Grasse-Sud - Mandelieu-Cannes-Ouest - Mougins - Saint-Auban - Kanton Saint-Laurent-du-Var-Cagnes-sur-Mer-Est - Saint-Vallier-de-Thiey - Vallauris-Antibes-Ouest - Vence |